# Eurytomocharis
Eurytomocharis is een geslacht van vliesvleugeligen uit de familie Eurytomidae. De wetenschappelijke naam van dit geslacht is voor het eerst geldig gepubliceerd in 1888 door Ashmead.

## Soorten
Het geslacht Eurytomocharis omvat de volgende soorten:
- Eurytomocharis armillata Bugbee, 1966
- Eurytomocharis ashmeadi (Peck, 1951)
- Eurytomocharis coromandalicus Mukerjee, 1981
- Eurytomocharis dubeyi Mukerjee, 1981
- Eurytomocharis eragrostidis Howard, 1896
- Eurytomocharis glyceriae Bugbee, 1966
- Eurytomocharis heteromera (Ashmead, 1894)
- Eurytomocharis keralensis Mukerjee, 1981
- Eurytomocharis minima Ashmead, 1894
- Eurytomocharis muhlenbergiae (Howard, 1896)
- Eurytomocharis nilamburensis Mukerjee, 1981
- Eurytomocharis pascuorum Bugbee, 1966
- Eurytomocharis pechipariensis Mukerjee, 1981
- Eurytomocharis planitiae Bugbee, 1966
- Eurytomocharis pythes (Walker, 1843)
- Eurytomocharis sayadriensis Mukerjee, 1981
- Eurytomocharis sporoboli Bugbee, 1966
- Eurytomocharis triodiae Howard, 1896